# China Merchants Energy Shipping
China Merchants Energy Shipping (chinois simplifié : 招商局能源运输股份有限公司 ; chinois traditionnel : 招商局能源運輸股份有限公司 ; pinyin : Zhāoshāngjú néngyuán yùnshū gǔfèn yǒuxiàngōngsī ; litt. « Société anonyme de Transport commercial d'Énergie ») est une entreprise chinoise de transport maritime, appartenant à la holding China Merchants Group.
Elle est propriétaire de plusieurs navires de très gros tonnage. Son activité principale consiste à transporter diverses marchandises sur tous les océans tels que sur les liaisons via le canal de Panama. Elle transporte principalement du pétrole, du charbon, des minerais et des produits alimentaires tels que des céréales.
- Site officiel